# 法研
株式会社法研（ほうけん）は、健康、医療、年金、介護、福祉といった社会保険・社会保障分野の出版・情報提供を主力事業とする企業である。
健康寿命の伸びに伴い、QOL（生活の質）が重視される今日、そのための手助けとして医療や年金、福祉などの分野で出版事業を行い、また、会社および一般家庭へのITの普及に合わせ、サイバー環境を利用した健康関連のサービス事業を展開している。
また、社会保険に係る官公庁及び外郭団体発行のテキスト及び参考資料等の企画・製作業務を受託している。

## 沿革
（本節の参考文献 - 沿革・歴史）
- 1946年（昭和21年）10月1日 - 東京都中野区鷺宮で、個人事業として創業。
- 1947年（昭和22年）8月 - 東京都中央区銀座3-2へ移転。
- 1948年（昭和23年）8月 - 有限会社社会保険法規研究会を設立。
- 1963年（昭和38年）8月 - 株式会社化。
- 1971年（昭和46年）6月 - 東京都中央区銀座1-10-1に移転。
- 1992年（平成4年）8月 - 社名を「株式会社 法研」に変更。
- 2006年（平成18年）10月1日 - 創立60周年

## グループ企業
- 株式会社法研関西[4]
- 株式会社法研中部[5]
- 研友社印刷株式会社[6]
- 株式会社研友企画出版[7]
- 株式会社研友流通[8]
- 株式会社東京カウンセリングセンター[9]
- 株式会社ソシオヘルス[10]
- 株式会社法研システムズ[11]

## 主要取引先・事業対象団体
- 厚生労働省
- 社会保険庁
- 日本年金機構
- 全国健康保険協会
- 総合健康保険組合協議会
- 健康保険組合連合会
- 健康保険組合
- 企業年金連合会
- 厚生年金基金